# Flugplatz Flúðir

i8
i11
i13
Der Flugplatz Flúðir (isländisch Flúðaflugvöllur, ICAO-Code: BIFL) liegt im Süden von Island in der Gemeinde Hrunamannahreppur.
Dieser Flugplatz liegt 500 m nördlich des Ortes Flúðir und des Skeiða- og Hrunamannavegurs .
Er wurde um 1980 ausgebaut und verfügt über eine Passagierabfertigung und einen Hangar.
Er ist bei der isländischen Flugverwaltung Isavia gelistet und verfügt über eine Start- und Landebahn 04/22, 670 × 18 m mit Grasoberfläche.